# Chrysler Turbine Car
Der Chrysler Turbine Car war ein Pkw des US-amerikanischen Herstellers Chrysler. Der Wagen wurde durch eine Gasturbine angetrieben. Chrysler fertigte sie in einem kleinen Werk in Detroit 1963 für den einzigen Verbrauchertest eines Autos mit Turbinenantrieb. Dies war der Höhepunkt der jahrzehntelangen Versuche von Chrysler, ein alltagstaugliches Auto mit dieser Antriebsart zu bauen.

## Vorgeschichte
Gegen Ende des Zweiten Weltkrieges wurden bei Chrysler erste Studien für neue Konzepte von Gasturbinen begonnen. 1945 erhielt Chrysler von der U.S. Navy den Auftrag zur Entwicklung und Fertigung eines Turboprop-Antriebes für Flugzeuge. Anfang der 1950er-Jahre wurden erste Gasturbinen für Pkw getestet und in Versuchsfahrzeuge eingebaut. Nach einem erfolgreichen Straßentest stellte Chrysler 1954 ein turbinengetriebenes Plymouth Sportcoupé als Versuchsfahrzeug der Öffentlichkeit vor. Weitere Versuche verliefen erfolgversprechend. Werkstoffe und Produktionstechnologien stellten jedoch große Herausforderungen dar. Anfang der 1960er-Jahre hatte man geeignete, preiswert herstellbare sowie konventionell zu verarbeitende Metalle entwickelt. Es wurden verschiedene Versuchsfahrzeuge mit der mittlerweile dritten Generation der Gasturbine vorgestellt, die für großes Aufsehen sorgten. Weitere intensive Straßentests verliefen erfolgreich.
Anfang 1962 kündigte Chrysler eine Kleinserie von 50 bis 75 Testfahrzeugen an, die Ende 1963 ausgewählten Fahrern zur Evaluierung überlassen werden sollten.

## Chrysler Turbine Car

### Antriebsaggregat
Die Gasturbine von 1963, die vierte Generation der Chrysler-Gasturbine, erreichte an der Antriebswelle eine Leistung von 130 bhp (96 kW) bei 36.000/min und gab beim Stillstand des Fahrzeugs ein Drehmoment von 576 Nm ab, was eine Beschleunigung von 0 auf 100 km/h in 12 Sekunden bei einer Außentemperatur von 29,5 °C ermöglichte – bei niedrigen Temperaturen war die Leistungsabgabe aufgrund der größeren Luftdichte höher.
Die Höchstdrehzahl der Turbinenwelle lag bei 45.700/min, was in einer Drehzahl der Antriebswelle von 5360/min resultierte. Die Turbine bestand aus einem einstufigen Radialverdichter, einer Brennkammer und einer zweistufigen Axialturbine, wobei die erste Stufe den Verdichter antrieb. Die mechanisch getrennte zweite Stufe war über ein Untersetzungsgetriebe direkt mit einem serienmäßigen Chrysler-TorqueFlite-Automatikgetriebe verbunden; der bei Kolbenmotorantrieben übliche hydraulische Drehmomentwandler war aufgrund der freien Strömung der Gase nicht erforderlich. Zur Anpassung an Lastzustände und zur Vermeidung zu hoher Drehzahlen bei Motorbremsung waren die Leitschaufeln der zweiten Turbinenstufe verstellbar. Zwei rotierende Gegenstrom-Wärmetauscher (Rekuperatoren) gewannen Wärme aus den Abgasen zurück und erhitzten die verdichtete Luft vor der Verbrennung, was den sehr hohen Treibstoffverbrauch etwas reduzierte. Die Turbinenwellen liefen in verschleißarmen Gleitlagern.
Als Treibstoff waren Dieselkraftstoff, bleifreies Benzin, Kerosin, JP-4-Flugzeugtreibstoff und sogar Pflanzenöl geeignet. Die Gasturbine wäre mit jedem flüssigen Brennstoff gelaufen, und der Präsident von Mexiko Adolfo López Mateos betrieb – erfolgreich – eines der ersten Autos mit Tequila. Zur Umstellung von einem Treibstoff auf den anderen musste keinerlei Einstellung vorgenommen werden; auch ein Gemisch aus verschiedenen Treibstoffen war möglich.
Die Turbine hatte nur ein Fünftel der beweglichen Teile eines Kolbenmotors (60 anstatt 300) und damit eine zu erwartende geringere Störungsanfälligkeit. Sie hatte weder Zündverteiler noch Unterbrecherkontakte, nur eine Zündkerze für den Start, keinen Kühlmittelkreislauf, und es war – da keine Verbrennungsrückstände in den Ölkreislauf gelangten – auch kein Ölwechsel notwendig. Der Wartungsaufwand war damit ebenfalls geringer als bei einem herkömmlichen Antrieb. Die Abgase enthielten auch ohne Katalysator kein Kohlenmonoxid (CO), keine Kohlenwasserstoffe und keinen unverbrannten Kohlenstoff (Ruß). Allerdings produzierte die Turbine große Mengen Stickoxide (NOx); die Reduktion wurde zum fortwährenden Problem des Programms.

### Design und Fertigung
Der Wagen selbst wurde in den Chrysler-Werkstätten unter der Leitung von Elwood Engel entworfen, der zuvor bereits bei Ford 14 Jahre als Designer gearbeitet hatte. Der für das Aussehen des Fahrzeuges zuständige Designer war Charles Mashigan, der auch ein zweisitziges Showcar namens Typhoon zeichnete, das 1964 auf der Weltausstellung in New York gezeigt wurde. Engel wandte etliche frühere Ford-Styling-Details an. Die Baugruppe mit Rücklichtern und hinterem Stoßfänger war (mit Verbesserungen) direkt von einer Ford-Stylingstudie aus dem Jahre 1956 mit dem Namen Galaxia übernommen worden. Vom ebenfalls von Engel entworfenen modernen Design des 1964er Imperial wurden hingegen keine Elemente übernommen.
Der Turbine Car war ein zweitüriges Hardtop-Coupé mit vier Einzelsitzen, Servolenkung, Servobremse und elektrischen Fensterhebern. Zu den auffälligsten Designdetails gehörten die beiden großen horizontalen Rücklichter sowie die Rückfahrlichter, die in den stark konturierten, verchromtem hinteren Stoßfänger integriert wurden. An der Front waren zwei einzelne Hauptscheinwerfer in verchromten Ringen mit „Turbinendesign“ montiert, was zu einem akzentuierten Aussehen führte. Dieses Designthema erstreckte sich über die Mittelkonsole bis zu den Radkappen. Sogar die Reifen entstanden in einer besonderen Fertigung mit kleinen stilisierten Turbinenschaufeln in der Weißwand. Die Wagen waren im rotbraunen „Frostfire Metallic“ lackiert, später „Turbine Bronze“ genannt, das fortan auch für andere Modelle der Serienproduktion verfügbar war. Das Dach war mit schwarzem Vinyl bezogen, die Innenausstattung war in bronzefarbenem englischen Kalbsleder ausgeführt. Dazu gab es bronzefarbene Plüschteppiche.
Das Armaturenbrett war mittels elektrolumineszenter Anzeigen im Instrumententräger und einem Displaystreifen über die ganze Breite beleuchtet. Das System benutzte keine Glühlampe, sondern ein Wechselrichter mit Transformator erzeugte aus der Spannung der Autobatterie über 100 V Wechselstrom, der durch spezielle Kunststoffschichten geleitet wurde, die dann die Anzeigen in blau-grünem Licht erstrahlen ließen.
Die Karosserien und Inneneinrichtungen entstanden bei Ghia in Italien. Die fertiggestellten Karosserien wurden sodann nach Detroit transportiert und dort mit Gasturbine, Getriebe und den elektrischen Komponenten vervollständigt. Bis Oktober 1964 wurden so – neben fünf Prototypen – 50 Fahrzeuge fertiggestellt, die an ausgewählte Testfahrer übergeben wurden.

## Testverlauf
Unter 30.000 Bewerbern wurden 203 gewöhnliche Autofahrer ausgewählt. Jedem Fahrer wurde ein Exemplar des Chrysler Turbine bis zu drei Monate lang unentgeltlich zur Verfügung gestellt. Im Januar 1966 wurde das Programm nach insgesamt etwa 1,8 Mio. Testkilometern abgeschlossen. Herauszuheben ist hierbei die geringe Ausfallzeit von lediglich 4 % über die gesamte Testdauer.
Verzögerte Gasannahme und hohe Austrittstemperaturen der Abgase im Leerlauf waren Unzulänglichkeiten der ersten Modelle. In großer Höhe funktionierte der kombinierte Starter / Generator nicht richtig, und wenn man nicht genau der erforderlichen Startprozedur folgte, konnte dies zum Absterben der Turbine führen. Chrysler gelang es, die meisten Fehler zu beheben oder zu entschärfen, wodurch die Betriebsbereitschaft von anfangs 96 % auf 99 % gesteigert werden konnte. Geringe Beschleunigung sowie ein hoher Treibstoffverbrauch von bis zu 30 Litern auf 100 km allerdings blieben ein Problem. Die Fahrer schätzten den sanften, vibrationsfreien Lauf, wobei die Kunden, die eher den Klang eines großen V8-Motors gewöhnt waren, bemängelten, der Antrieb klinge wie ein großer Staubsauger. Insgesamt wurde das Fahrzeug gut angenommen – die aufgetretenen technischen Probleme waren angesichts des Innovationsgrades dieses Experiments vergleichsweise gering. Vor allem wegen des hohen Kraftstoffverbrauchs in der Stadt und bei hohem Tempo war dieser Antrieb nicht zukunftstauglich.

## Verbleib der Testwagen
Insgesamt wurden 55 Turbine Cars hergestellt. Als Chrysler sein Kundentestprogramm und andere öffentliche Vorführungen des Wagens beendet hatte, wurden 46 davon zerstört, um die hohen Einfuhrzölle für die in Italien gefertigten Karosserien zu vermeiden. Von den verbleibenden neun Exemplaren wurden sechs an Museen im ganzen Land übergeben, nachdem die Gasturbinen außer Funktion gesetzt worden waren. Chrysler selbst behielt drei Exemplare in funktionstüchtigem Zustand. Eines davon wird in betriebsfähigem Zustand an der Chrysler-Versuchsstrecke aufbewahrt, eines wurde vom Museum des privaten Autosammlers Frank Kleptz in Terre Haute aufgekauft und funktioniert ebenfalls noch. Das letzte der erwähnten Fahrzeuge gehört dem Verkehrsmuseum in St. Louis, wurde unter anderem für das Mopar-Action-Magazin fotografiert und erscheint von Zeit zu Zeit auf Autoausstellungen in den ganzen USA. Ein Besitzer eines nicht mehr funktionsfähigen Exemplars setzte sich mit dem Chrysler-Vorstandsvorsitzenden Robert Lutz in Verbindung, woraufhin dieser ein Ersatzteil schickte, mit dem der Wagen wieder in Betrieb gesetzt werden konnte. Insgesamt sind also noch vier von neun noch existierenden Wagen in fahrbereitem Zustand. Einer davon gehört zur Automobilsammlung des TV-Entertainers Jay Leno.

## Folgeentwicklungen
Das Programm der Turbinenfahrzeuge starb bei Chrysler nicht vollständig. Der Entwurf für ein neues Coupé, das als Karosserie für eine neue Generation des Turbinenantriebs vorgesehen war, wurde zum 1966er Dodge Charger. Chrysler setzte die Entwicklung des Antriebs mit einer sechsten Generation der Gasturbine fort, welche die neuen NOx-Bestimmungen erfüllte, und baute sie in den 1966er Dodge Coronet ein, der in dieser Form allerdings nie öffentlich gezeigt wurde. Eine kleinere, leichtere siebte Generation wurde in den frühen 1970er-Jahren gefertigt, weil die Firma einen Zuschuss von der Environmental Protection Agency (US-Umweltbehörde) für weitere Entwicklungen erhielt. 1977 entstand ein speziell karossierter Chrysler LeBaron mit Gasturbine als Vorläufer einer Serienfertigung. Zu dieser Zeit allerdings war die Firma in einer schwierigen finanziellen Lage und die US-Regierung musste eine Staatsbürgschaft übernehmen. Eine Bedingung dieses Vertrages war die Einstellung der Serienherstellung von Gasturbinen, da sie als zu riskant angesehen wurde.